# Martinès de Pasqually

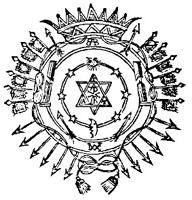

Martinez De Pasqually (Grenoble, 1727 – Santo Domingo, 20 settembre 1774) è stato un esoterista francese.

## La vita e l'attività iniziatica
Martines de Pasqually, al secolo Jacques de Livron de la Tour de la Case Martines de Pasqually, fu massone e studioso di teurgia teorica e pratica. In possesso di una patente massonica regolare riconosciuta dal Grande Oriente di Francia, nel 1760 Martinez incomincia ad iniziare i suoi primi allievi in una loggia, denominata Josué, fondando un Capitolo massonico operativo, denominato Tempio degli Eletti Cohen. Fino al 1766 è operativo in un'altra loggia, chiamata La Française, dove dà vita ad un altro Capitolo Cohen. 
Fra i suoi principali allievi di quegli anni vi sono Jean-Baptiste Willermoz e Louis Claude de Saint-Martin, i cui scritti, insieme all'opera dello stesso Martinez, hanno ispirato la nascita del cosiddetto Martinismo, nelle sue varie espressioni.
Nel 1767 riunisce i vari capitoli fondati in Francia nell'unico Sovrano Tribunale dell'Ordine dei Cavalieri Massoni Eletti Cohen dell'Universo. L'ordine lavora esteriormente nei primi tre gradi della Massoneria simbolica o azzurra (Apprendista, Compagno e Maestro), reclutando in queste schiere i propri adepti. Accanto ad un'attività esteriore e più visibile, tuttavia, gli Eletti Cohen si danno degli Statuti, un rituale e un sistema operativo di alti gradi distribuito in quattro classi iniziatiche. La prima è costituita dai tre gradi azzurri della massoneria; la seconda (chiamata del Portico) da altri quattro gradi; la terza classe (detta del Tempio) composta da due alti gradi e l'ultima classe – segreta – con il titolo distintivo di Reau+Croix. 

Grazie al sistema degli alti gradi, i Cohen, nei loro lavori magico-teurgici, provocano l'apparizione della cosiddetta Chose, una manifestazione delle forze invisibili nel mondo manifesto del visibile. 

Nel 1772, Martinez de Pasqually parte per Santo Domingo, dopo aver nominato proprio successore universale Baçon de la Chevalerie. Muore nell'isola caraibica il 20 settembre del 1774.